# Macroteleia boriviliensis
Macroteleia boriviliensis är en stekelart som beskrevs av Saraswat 1982. Macroteleia boriviliensis ingår i släktet Macroteleia och familjen Scelionidae. Inga underarter finns listade i Catalogue of Life.